# Reinhold Mittendorp
Reinhold Mittendorp, auch Reinhold von Mittendorf (* 5. Februar 1596 in Riga; † 3. August 1657 ebenda) war ein deutsch-baltischer Mediziner und Stadtphysikus von Riga.

## Leben
Nach seinem Schulbesuch in Riga kam Mittendorp als Ratsstipendiat der Stadt Riga im April 1617 zum Studium an die Universität Rostock. Am 18. November 1618 war er Respondent einer Disputation über den menschlichen Intellekt unter dem Vorsitz von Johann Sleker.
Zu Michaelis 1626 ernannte ihn der Stadtrat von Riga zum Stadtarzt und Zeiten Stadtphysikus. 1637 wurde er Erster Stadtphysikus. Sein Nachfolger als Zweiter Physicus wurde Johann von Höveln.
Er starb 1657 an der Pest, die als Folge der russischen Belagerung von Riga (1656) im Zweiten Nordischen Krieg ausgebrochen war. Sein Nachfolger wurde Nicolaus Witte.
Neben medizinischen Disputationen verfasste er zahlreiche Gelegenheitsschriften und -gedichte in lateinischer und deutscher Sprache.

## Schriften
- De intellectu humano. Rostock 1618 (Digitalisat, SLUB Dresden)
- De scorbuto.
- De colico.
- Gratulatio ad Christinam, Sueciae reginam. Riga 1652
- Epitaphium in praematuram mrten Gustavi Adolphi II. Riga 1654